# 恽子强
恽子强（1899年4月28日—1963年2月22日），曾用名恽代贤，男，湖北武昌人，中国化学家，中国科学院院士。恽代英的兄弟，恽希仲的叔父。